# Renán Calle
Renán Calle Camacho (ur. 8 września 1976 w Shushufindi) – ekwadorski piłkarz występujący na pozycji prawego lub lewego obrońcy w drużynie LDU Loja.

## Kariera klubowa
Renán Calle jest wychowankiem zespołu Aucas. Potem grał w drużynach CD El Nacional i Emelec. Z tą pierwszą w sezonie 2006 wywalczył mistrzostwo Ekwadoru. W 2007 podpisał kontrakt z klubem LDU Quito. W tym samym roku jego drużyna wygrała rozgrywki ligi ekwadorskiej. W kolejnym sezonie Calle zapisał na swoim koncie triumf w 49. edycji Copa Libertadores. W 2009 jego klub zwyciężał w rozgrywkach Recopa Sudamericana oraz Copa Sudamericana. W 2010 ponownie wywalczył mistrzostwo Ekwadoru oraz triumfował w Recopa Sudamericana.
Przed sezonem 2011 Calle przeszedł do LDU Loja

### Sukcesy

#### CD El Nacional
- Zwycięstwo
  - Serie A: 2006

#### LDU Quito
- Zwycięstwo
  - Serie A: 2007, 2010
  - Copa Libertadores: 2008
  - Recopa Sudamericana: 2009, 2010
  - Copa Sudamericana: 2009

## Kariera reprezentacyjna
Renán Calle w reprezentacji Ekwadoru zadebiutował w 1999. Na kolejne powołania czekał aż pięć lat. W 2004 strzelił swą pierwszą bramkę w barwach drużyny narodowej. Trzy lata później został powołany na Copa América 2007, gdzie jego zespół zajął ostatnie miejsce w grupie. On zaś nie rozegrał na tym turnieju ani jednego meczu.

### Statystyki reprezentacyjne
| Reprezentacja | Rok  | Mecze | Gole |
| ------------- | ---- | ----- | ---- |
| Ekwador       | 2007 | 4     | 0    |
| Ekwador       | 2005 | 5     | 0    |
| Ekwador       | 2004 | 1     | 1    |
| Ekwador       | 1999 | 2     | 0    |

Ostatnia aktualizacja: 24 lutego 2011.